# Daisy Haggard
Daisy Haggard, född 22 mars 1978 i London, är en brittisk skådespelare.
Haggard har bland annat medverkat i TV-serierna Breeders (2020-2022) och Förnuft och känsla (2008) från 2008. Hon har även medverkat i filmen Hilda och bergakungen från 2021.

## Filmografi (i urval)
- 2008 – Förnuft och känsla
- 2018–2023 – Hilda (TV-serie)
- 2020–2022 – Breeders (TV-serie)
- 2021 – Hilda och bergakungen